# Полоцкий монастырь бернардинцев
Полоцкий монастырь бернардинцев ― частично сохранившийся памятник церковной белорусской архитектуры.

## История монастыря

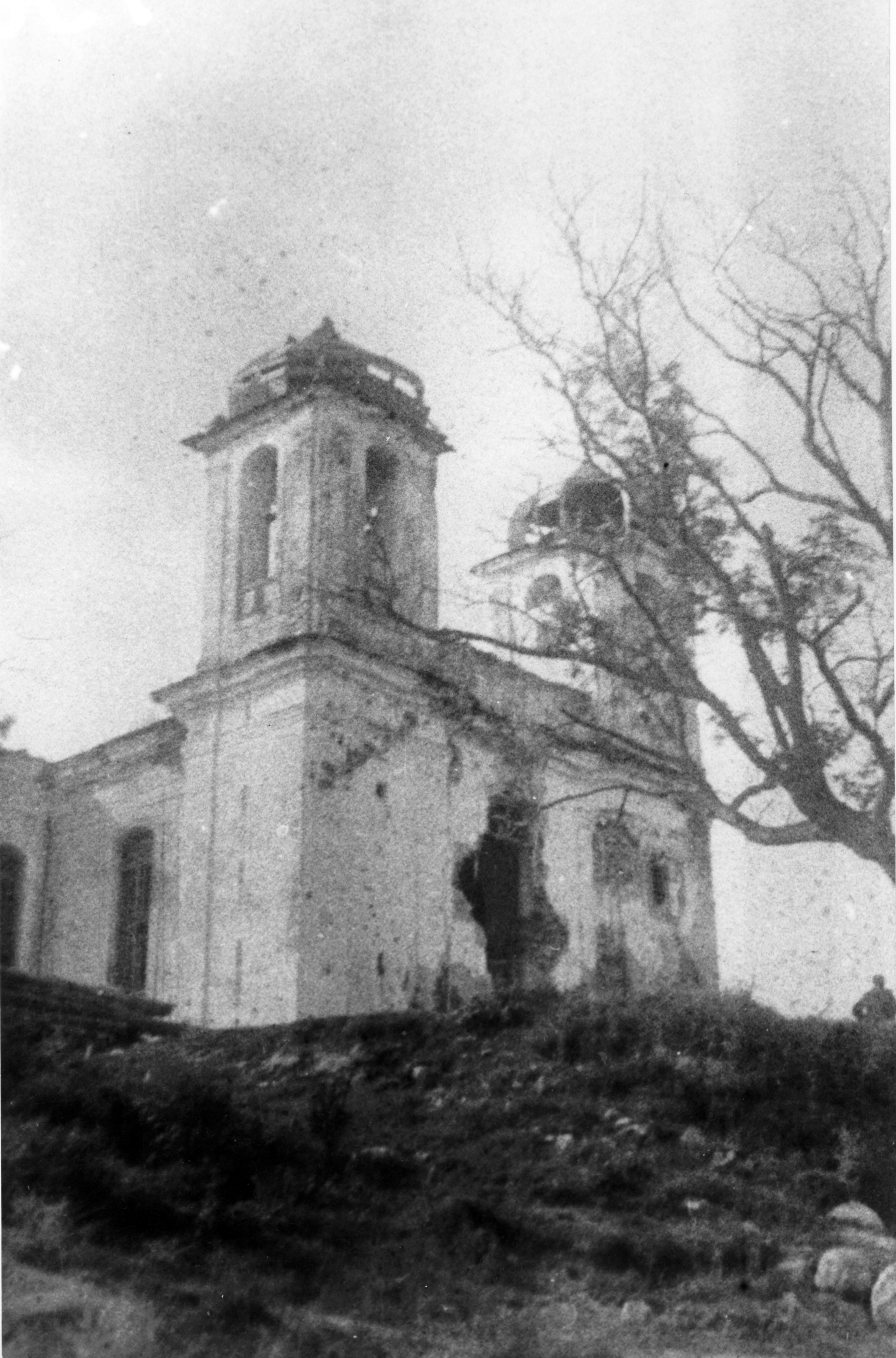
Католическая церковь Матери Божией. До 1930 г.

В XIV—XVI вв. Полоцк развивался как православный город. Тем не менее, западное влияние присутствовало. Католицизм приходит в город уже в конце XIII в., когда Полоцк попадает в зависимость от рижского архиепископа. Тогда в городе немецкими князьями был построен первый католический храм.
Полоцкий монастырь бернардинцев основан в 1498 году при содействии великого князя литовского Александра Ягеллона. До него в Великом княжества Литовском построены два бернардинских монастыря: деревянный виленский с костёлом св. Франциска (1469) и деревянный монастырь в Ковно с костёлом во имя св. Георгия (1471).
Первый деревянный храм был возведён в 1502 году. После Ливонской войны 1558—1583 гг. бернардинский монастырь был закрыт и перешёл к православным. Деревянные строения монастыря в 1563 году, во время осады и взятия Полоцка Иваном Грозным, уничтожены пожаром. В 1696 году полоцкий воевода Александр Слушка опять пригласил в город бернардинцев, для которых были построены новые деревянные строения костёла Матери Божией и монастырского корпуса.
В 1695 году монастырь перенесли на левый берег Западной Двины.
Каменные здания храма св. Марии и монастыря возведены в 1769 году в стиле барокко на месте деревянных зданий.
В 1772 году было 10 монахов, действовала философская школа. В комплекс монастыря входили хозяйственные постройки (пекарня, пивоварня, ледовня, кузница, конюшня, баня) и плодовый сад с огородом. Имелось всего 30 жилых и 8 нежилых помещений. В 1880 году пристроена богадельня. Строения занимали 3780 кв. м. огороды ― 11 497, 5 кв. м.
Монастырь закрыт в 1832 году, монахи переведены в Друйский монастырь, католический храм преобразован в православную церковь.
Сохранился жилой корпус, в котором с 50-х гг. XX в. находится Полоцкая психиатрическая больница. От костёла остались руины.

## Ктиторы монастыря
Ктитором монастыря в 1670 году был виленский каноник Казимир Горский.

## Архитектура монастыря

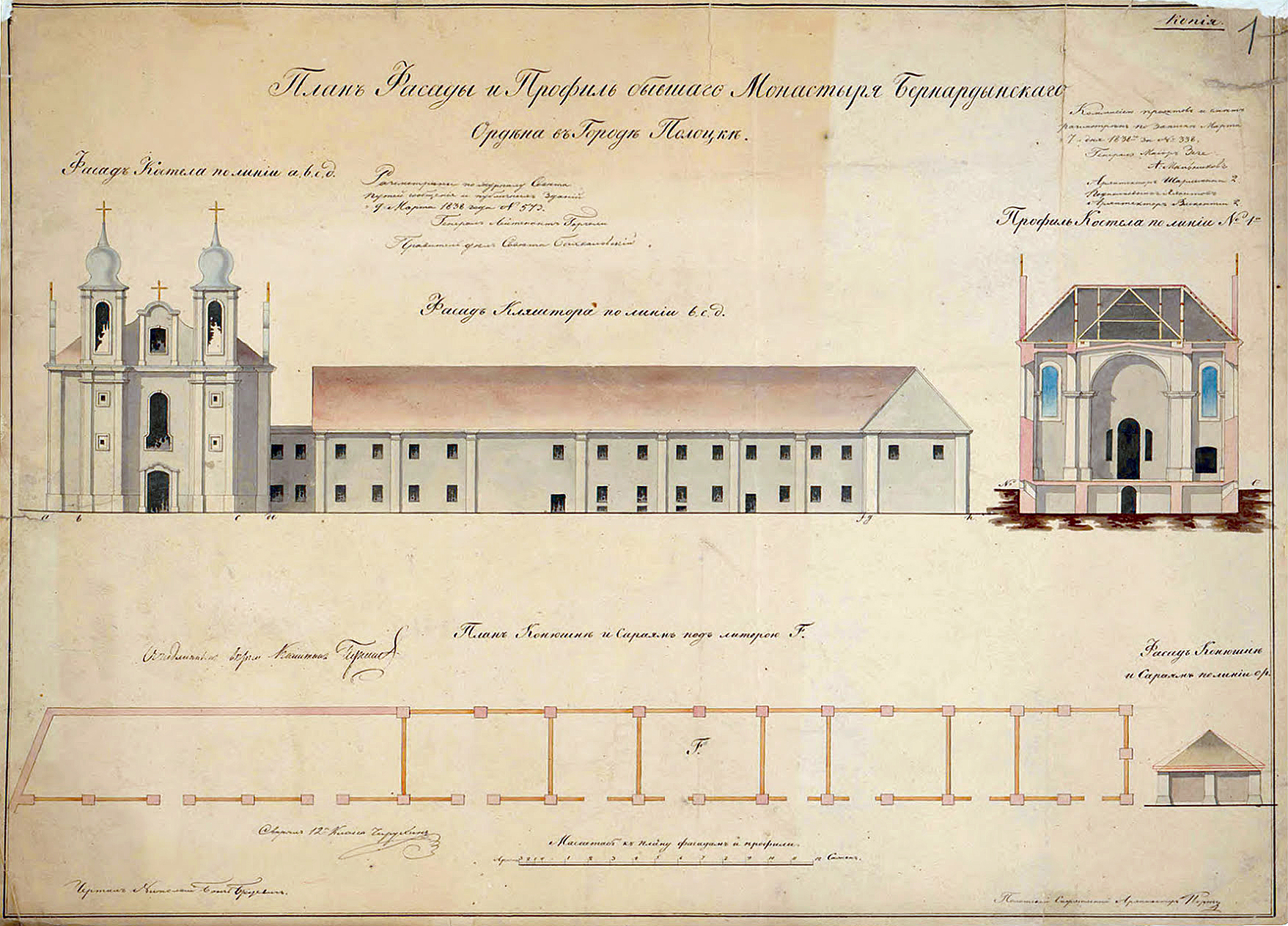
План монастыря

В XVI — начале XVII вв. храмовое строительство бернардинцев опиралось на опыт и архитектурные традиции францисканцев. Храмовое строительство бернардинцев по всей Речи Посполитой отличается единством архитектурных решений.
Вытянутое прямоугольное в плане здание монастыря с запада завершено перпендикулярно расположенным крылом с трапезной, с востока примыкало к костёлу, который не сохранился. Костёл ― 1-нефный храм с 2-х башенным главным фасадом, накрыт 2-скатной крышей.
Архитектура монастыря отличается простотой, имеет сдержанный декор: пилястры большого ордера, прямоугольные наличники, профилированный карниз. Планировка галерейная, перекрытия помещений сводчатые. Крыша монастыря крыта черепицей.